# Die kleinen Füchse
Die kleinen Füchse ist ein US-amerikanisches Filmdrama von William Wyler aus dem Jahr 1941. Der Film entstand nach dem gleichnamigen Theaterstück von Lillian Hellman.

## Handlung
Die Südstaaten der USA im Jahr 1900: Die Fabrikantenfamilie Hubbard ist durch harte Geschäftsmethoden zu Wohlstand gekommen. Die beiden Brüder Ben und Oscar Hubbard planen nun gemeinsam mit dem Geschäftsmann William Marshall eine Beteiligung an einer Baumwollspinnerei, welche sie endgültig reich machen würde. Sie haben jedoch nicht die notwendigen finanziellen Mittel dafür, es fehlen ihnen 75.000 US-Dollar.
Doch da gibt es den Schwager der Brüder: Horace Giddens ist ein reicher Mann, der seit längerer Zeit von seiner Frau Regina, der Schwester der Hubbard-Brüder, getrennt lebt. Regina hasst ihren Ehemann, entschließt sich aber trotzdem, sich darum zu bemühen, dass ihr Mann zu ihr zurückkehrt, damit die Brüder an sein Geld kommen. So entsendet Regina ihre Tochter Alexandra, die den Vater zur Rückkehr bewegen soll.
Der schwer herzkranke Mann lässt sich erweichen und kehrt zu seiner Frau zurück. Doch das Geld will Horace nicht herausrücken, auch da er befürchtet, dass seine Tochter im Verlauf des Geschäftsdeals zu einer Heirat mit ihrem ebenso einfältigen wie verschlagenen Cousin Leo, dem Sohn von Oscar, gedrängt werden könnte. Selbst Tante Birdie – die sensible und freundliche, aber durch das hasserfüllte Familienleben zur Alkoholikerin gewordene Mutter von Leo – warnt Alexandra, dass sie durch eine Heirat mit Leo so hoffnungslos wie sie enden würde. Alexandra verliebt sich unterdessen in David Hewitt, einen jungen und klugen Zeitungsreporter, der nicht viel von der Familie Hubbard hält.
Leo arbeitet in der örtlichen Bank, wo Horace sein Aktiendepot hält. Leo verfolgt gemeinsam mit seinem Vater und Onkel die Idee, Aktienpapiere von Horace im Wert von 75.000 US-Dollar zu stehlen und diese im Herbst, wenn Horace für gewöhnlich die Aktien benötigt, wieder unbemerkt zurückzulegen. Alles scheint sich nun für die Brüder zum Besten zu wenden. Sie erhalten die Beteiligung am ersehnten Geschäft mit Mr. Marshall und benötigen nicht einmal die Hilfe von Regina.
Nach einiger Zeit besucht allerdings der inzwischen todkranke Horace wegen seines Testaments die Bank und bemerkt den Diebstahl der Aktienpapiere. Er informiert Regina über den Diebstahl, die nun ihre Brüder in der Hand hätte, doch möchte Horace die Affäre ohne Aufsehen beenden: Er wolle verlauten lassen, dass er Leo das Geld rechtmäßig geliehen habe, und somit scheint auch diese Tür für Regina verschlossen. Als Horace während eines Streits mit Regina einen Herzinfarkt erleidet, verweigert sie ihm die lebensrettende Medizin. Er will sich die Medizin selbst holen und bricht auf der Treppe zusammen.
Horace stirbt wenig später ohne ein weiteres Wort, welches Reginas Brüder von dem Diebstahl entlasten könnte. Regina kann nun ihre Brüder nach Belieben erpressen und fordert 75 Prozent der Einnahmen, mit denen sie sich endlich ihren Lebenstraum, mehr von der Welt als nur ihr Südstaatendorf zu sehen, ermöglichen kann. Alexandra ist von der Boshaftigkeit der Familie schockiert und vermutet richtig, dass ihre Mutter am Tod ihres Vaters nicht unschuldig ist. Während Alexandra mit David Hewitt das Haus verlässt, bleibt Regina vereinsamt zurück.

## Produktionshintergrund
Das Theaterstück erlebte seine Broadwayuraufführung am 15. Februar 1939 und wurde fast ein Jahr lang erfolgreich gespielt. Die Rolle der Regina spielte am Broadway Tallulah Bankhead, Frank Conroy übernahm die Rolle des Horace Giddens. Charles Dingle, Carl Benton Reid, Dan Duryea, Patricia Collinge und John Marriott wiederholten in der Verfilmung die Rollen, welche sie bereits zuvor am Broadway gespielt hatten. Hellman arbeitete an der Entstehung des Drehbuchs mit, da sie jedoch gleichzeitig an ihrem Theaterstück Watch on the Rhine arbeitete, engagierte Filmproduzent Samuel Goldwyn auf Hellmans Empfehlung auch deren Freunde Arthur Kober, Dorothy Parker und Alan Campbell als zusätzliche Drehbuchautoren. Im Vergleich zum Theaterstück, das komplett auf dem Grundstück der Familie Hubbard spielt, wurde der Film für andere Schauplätze (etwa das Dorfleben und die Bank) „geöffnet“. Hinzugefügt wurde auf Wunsch der Filmemacher auch die von Hellman für den Film entworfene Figur des idealistischen Zeitungsreporters David Hewitt, die als Gegenstück zu den intriganten Hubbards stehen sollte.
Bankhead interessierte sich dafür, die Hauptrolle auch in der Verfilmung zu spielen, doch ihre bisherigen Filme waren überwiegend Misserfolge gewesen. Daher wählten Produzent Samuel Goldwyn und Regisseur William Wyler lieber Bette Davis für die Hauptrolle, mit der Wyler in den Vorjahren überdies bei den Filmen Jezebel – Die boshafte Lady und Das Geheimnis von Malampur erfolgreich zusammenarbeitet hatte. Bette Davis fühlte allerdings aufgrund des großen Lobes für Bankheads Darstellung am Broadway unsicher, an diese Leistung anknüpfen zu können. Davis interpretierte den Charakter der Regina ähnlich wie Bankhead als komplett rücksichtslos und gierig. Wyler wollte die Figur von Bankheads Darstellung entfernen und femininer, kultivierter und zumindest etwas sympathisch gestalten. Zu Wylers Irritation ließ sich Davis außerdem Kalkfarbe auf ihr Gesicht auftragen, da sie sich als damals 33-Jährige zu jung für die Rolle der Regina fühlte. Während Davis meinte, dass sie durch die Kalkfarbe älter wirke, kritisierte Wyller, sie sehe aus wie ein Clown. Nach etlichen Streitigkeiten während der Dreharbeiten stand eine Kompromissdarstellung von Regina, die weder Wyler noch Davis wirklich zufriedenstellte. Am Ende schrieb unter anderem Filmkritiker James Agee, dass Davis in dieser Rolle wie Bankhead aussehe und spiele.
Für mehrere der Broadway-Darsteller von Die kleinen Füchse (darunter der spätere Film-noir-Bösewicht Dan Duryea) sowie für 22-jährige Theaterschauspielerin Teresa Wright, eine Entdeckung von Samuel Goldwyn, bedeutete dieser Film das Filmdebüt. Die Theaterveteranin Patricia Collinge in der Rolle der Tante Birdie hatte zunächst viele Auseinandersetzungen mit Wyler, der stets viele einzelne Einstellungen wiederholte und damit die Schauspieler verärgerte. Wyler führte Collinge in den Schnittraum, wo er ihr die Einstellungen mit ihr zeigte. Collinge erkannte, dass ihre Theatergesten, die sie für die Leinwand wiederholen wollte, im Medium Film als Overacting erschienen. Am Ende war die Darstellung von Collinge laut Wylers Meinung die beste im Film und die Darstellerin erhielt eine Oscar-Nominierung.
Ein Drehort für Außenaufnahmen war die Belle Helene Plantation in Baton Rouge, Louisiana. Der Großteil des Films wurde jedoch in den Samuel Goldwyn Studios am Santa Monica Boulevard in West Hollywood gedreht. Gedreht wurde vom 28. April 1941 bis zum 3. Juli 1941. Der Film feierte am 21. August 1941 seine Premiere.

## Synchronisation
Die deutsche Synchronfassung entstand im Jahr 1974, passend zur deutschen Fernsehpremiere am 30. Dezember 1974 im ZDF.
| Rolle                             | Schauspieler     | Dt. Synchronstimme      |
| --------------------------------- | ---------------- | ----------------------- |
| Regina Giddens                    | Bette Davis      | Tilly Lauenstein        |
| Horace Giddens                    | Herbert Marshall | Edgar Ott               |
| Alexandra Giddens                 | Teresa Wright    | Barbara Peters          |
| David Hewitt                      | Richard Carlson  | Thomas Danneberg        |
| Leo Hubbard                       | Dan Duryea       | Horst Gentzen           |
| Ben Hubbard                       | Charles Dingle   | Friedrich W. Bauschulte |
| Oscar Hubbard                     | Carl Benton Reid | Heinz Petruo            |
| Addie, Dienstmädchen der Hubbards | Jessica Grayson  | Ursula Krieg            |
| Cal, Horaces Dienstbote           | John Marriott    | Peter Schiff            |
| Mr. William Marshall              | Russell Hicks    | Friedrich Schoenfelder  |
| Mrs. Hewitt, Davids Mutter        | Virginia Brissac | Inge Wolffberg          |
| Julia                             | Terry Nibert     | Inge Landgut            |
| Bankkunde                         | Tex Driscoll     | Manfred Meurer          |

## Rezeption

### Prequel zuDie kleinen Füchse
Lillian Hellman schrieb später ein Prequel zu The Little Foxes unter dem Titel Another Part of the Forest, in dem das Leben der Familie Hubbard um 1880 und ihr Aufstieg zum Wohlstand geschildert wird. 1946 feierte es am Broadway seine Premiere; 1948 erschien die Verfilmung Aus dem Dunkel des Waldes (Another Part of the Forest) mit Fredric March als Familienpartriarch Marcus Hubbard, Florence Eldridge als Mutter Lavinia Hubbard, Dan Duryea (in Die kleinen Füchse als Oscars Sohn Leo zu sehen) als Oscar Hubbard, Edmond O’Brien as Benjamin Hubbard und Ann Blyth als Regina Hubbard.

### Auszeichnungen
Die kleinen Füchse erhielt insgesamt neun Oscar-Nominierungen, ging bei der Oscarverleihung 1942 jedoch völlig leer aus.
- Bester Film für Samuel Goldwyn
- Beste Regie für William Wyler
- Beste Hauptdarstellerin für Bette Davis
- Beste Nebendarstellerin für Teresa Wright
- Beste Nebendarstellerin für Patricia Collinge
- Bestes adaptiertes Drehbuch für Lillian Hellman
- Beste Filmmusik für Meredith Willson
- Bester Schnitt für Daniel Mandell
- Bestes Szenenbild für Stephen Goosson und Howard Bristol

### Kritiken
Die kleinen Füchse war bei seiner Premiere ein Kassenerfolg und erntete allgemein herausragende Kritiken – eine Rezeption, die sich bis heute gehalten hat. Beim US-amerikanischen Kritikerportal Rotten Tomatoes besitzt Die kleinen Füchse, basierend auf 14 Kritiken, eine positive Wertung von 100 %.

„Bitter-sarkastisches Familiendrama aus dem Süden der Vereinigten Staaten. Der psychologische Realismus der Inszenierung besitzt scharfe Konturen und hohe Präzision; Regisseur Wyler beweist in seinem wohl besten Vorkriegsfilm ein beeindruckendes Gefühl für Bildgestaltung und Schauspielerführung.“

Laut Lillian Hellman liebte der russische Regisseur Sergei Eisenstein den Film und besaß ihn in seiner privaten Filmsammlung. Allein für die Rasierszene im Badezimmer, so Eisenstein, habe Wyler einen Platz in der Filmgeschichte verdient.